# Philip Barker Webb
Philip Barker Webb, citato in italiano anche come Filippo Webb (Milford House, 10 luglio 1793 – Parigi, 31 agosto 1854), è stato un botanico e naturalista inglese.

## Biografia
Pronipote di Philip Carteret Webb (1700–1770) e maggiore dei tre figli di Philip Smith Webb (originario di Milford House, Surrey) e Hannah, figlia di sir Robert Barker, Philip Barker Webb nacque a Milford House il 10 luglio del 1793. Frequentò dapprima la Harrow School e in seguito il college universitario di Christ Church a Oxford dove, seguendo le lezioni di William Buckland, si appassionò alla geologia. Apprese i primi rudimenti della botanica alla scuola di Harrow, secondo le consuetudini delle ricche famiglie inglesi e a soli diciassette anni fu ammesso all'università di Oxford dove si laureò nel 1815, qui studiò italiano e spagnolo, approfondì i classici greci e latini, la botanica e la geologia.
La morte del padre gli permise di acquisire una notevole prosperità economica e iniziò a viaggiare, nel corso dei suoi viaggi catalogò molte specie di piante. Visitò a scopo scientifico la Svezia, l'Italia, la Grecia e l'Asia Minore in compagnia dell'amico botanico Alberto Parolini, la Spagna, ricca di tesori botanici ancora poco noti agli studiosi del tempo, le Isole Canarie.
L'erbario che costituì a seguito di questi viaggi divenne il più importante dell'Europa del tempo e si accrebbe ulteriormente grazie alle collezioni di altri botanici, acquisite dal Webb nel corso della sua vita.

Già membro della Royal Society e dell'Accademia Cesarea Leopoldina, morì a Parigi il 31 agosto 1854.

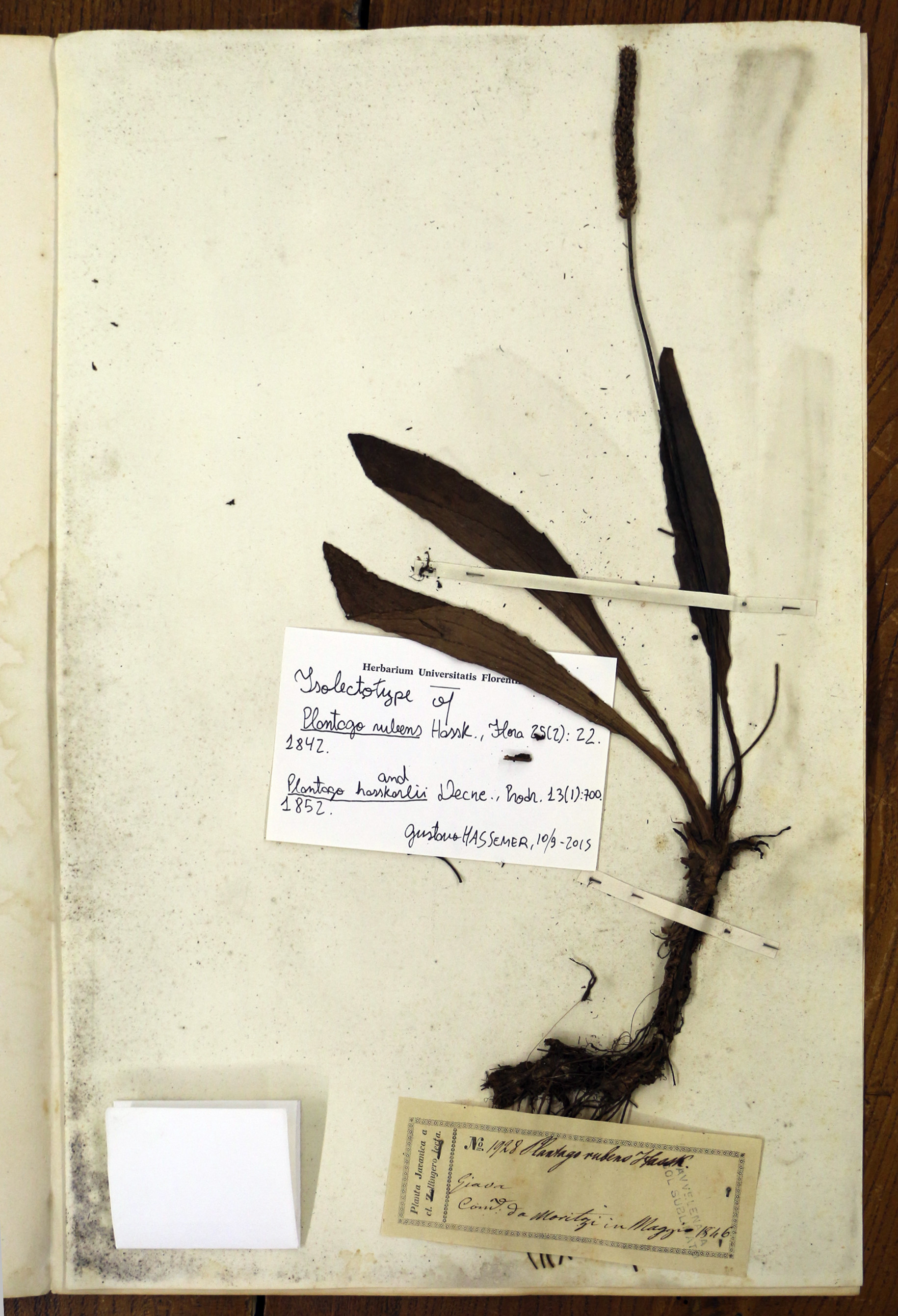
Campione di Plantago rubens Hassk. conservato presso l'Erbario Centrale Italiano

## Fondo Webb
Il fondo Webb Philip Barker, donato dal naturalista inglese al Granduca di Toscana Leopoldo II nel 1850, costituisce il nucleo originario del patrimonio documentario della sede di Botanica della Biblioteca di Scienze, dove è ancora adesso conservato e consultabile. Si compone di un ricchissimo patrimonio librario (oltre 5000 volumi e altrettanti opuscoli e estratti) nonché di un nucleo archivistico costituito da un carteggio contenente oltre duemila lettere che testimoniano la sua rete di rapporti internazionali con i più importanti botanici e naturalisti europei della prima metà dell'Ottocento.
I campioni di specie raccolti nel suo ricchissimo erbario confluirono invece nell’Erbario Centrale Italiano fondato nel 1841 da Filippo Parlatore e oggi presso il Museo di storia naturale sezione di botanica dell'Università di Firenze.

## Opere
Elenco di opere selezionate:

### Manoscritti
- Catalogus plantarum Hispanicarum in provincia Giennensi (provincia de Jaen) anno 1849 ab Antonio Blanco lectarum (composto con Theodor Heinrich Hermann von Heldreich), 1850

### Monografie
- Osservazioni intorno allo stato antico e presente dell'agro trojano del signor Filippo Barker Webb, Milano, dall'Imperiale regia stamperia, 1821
- Iter hispaniense or a synopsis of plants collected in the southern provinces of Spain and in Portugal, with geographical remarks, and observations on rare and undescribed species, Paris & London, Béthune & Plon, 1838
- Histoire naturelle des Îles Canaries. 2.1: Contenant la géographie descriptive, la statistique et la géologie, Paris, Béthune, 1839
- Otia hispanica, seu, Delectus plantarum rariorum aut nondum rite notarum per Hispanias sponte nascentium, Parisiis, Brockhaus et Avenarius ; Londini, H. Coxhead, 1839
- Topographie de la Troade ancienne et moderne, Paris : Gide, 1844
- Otia Hispanica seu delectus plantarum rariorum aut nondum rite notarum per Hispanias sponte nascentium [2.ª ed.] , Parisiis, Victor Masson, 1853
- Fragmenta Florulae Aethiopico-aegyptiacae ex plantis praecipue ab Antonio Figari M. D. Musaeo I. R. Florentino missis, Paris, Victor Masson, 1854
- Histoire naturelle des Îles Canaries. Tome troisième. Première partie. Contenant la géografie botanique (composta con S. Berthelot), Paris, Béthune, 1835-1842
- Histoire naturelle des Îles Canaries. Tome troisième. Deuxième partie. Phytographia canariensis. Sectio I (composta con S. Berthelot), Paris, Béthune, 1836-1841
- Histoire naturelle des Îles Canaries. 2.2: Contenant la zoologie (composta con S. Berthelot), Paris, Béthune, 1836-1844
- Histoire naturelle des Îles Canaries. Tome premier. Deuxième partie. Contenant les miscellanées canariennes. Relation de voyage, excursions, chasses, navigations, caravanes, notices, épidodes, descriptions, remarques et observations diverses  (composta con S. Berthelot), Paris, Béthune, 1838-1840
- Histoire naturelle des Îles Canaries. Tome troisième. Deuxième partie. Phytographia canariensis. Sectio ultima (composta con S. Berthelot), Paris, Béthune, 1839-1841
- Histoire naturelle des Îles Canaries. Tome premier. Première partie. Contenant l'etnographie et les annales de la conquête (composta con S. Berthelot),Paris, Béthune, 1840-1842
- Histoire naturelle des Îles Canaries. Tome troisième. Deuxième partie. Phytographia canariensis. Sectio II, Paris, Béthune, 1842-1850
- Histoire naturelle des Îles Canaries. Tome troisième. Deuxième partie. Phytographia canariensis. Sectio III (composta con S. Berthelot), Paris, Béthune, 1844-1850
- Histoire naturelle des Iles Canaries. Atlas (composta con S. Berthelot), Las Palmas de Gran Canaria, Fundacíon canaria Mapfre, Guanarteme, 2006
- Histoire naturelle des Iles Canaries. 3.2: Phytographia canariensis, sectio 1. (composta con S. Berthelot),Las Palmas de Gran Canaria, Fundacíon canaria Mapfre Guanarteme, 2009
- Histoire naturelle des Iles Canaries. 1.2: Que contiene las misceláneas canarias : relatos del viaje, excursiones, cacerías, travesías … (composta con S. Berthelot), Las Palmas de Gran Canaria, Fundacíon canaria Mapfre Guanarteme, [2012?]
- Histoire naturelle des Iles Canaries. 3.1: Contiene la geografía botanica (composta con S. Berthelot), Las Palmas de Gran Canaria, Fundacíon canaria Mapfre Guanarteme, 2014
- Histoire naturelle des Iles Canaries. 3.2: Phytographia canariensis, sectio 2.(composta con S. Berthelot), Las Palmas de Gran Canaria,  Fundacíon canaria Mapfre Guanarteme, 2014

### Articoli
- Notice generale sur la geologie des iles Canaries andressee a m. Jauffret bibliothecaire de la ville de Marseille par m. Webb, S.l., s.n., 1833, pp. 357-363, Estr. da:  Bibliothèque universelle, avril 1833
- Synopsis molluscarum terrestrium et fluviatilium quas in itineribus per insulas Canarias observarunt (composto con S. Berthelot), Paris : Crochard, 1833, pp. 307-326, Estr. da: Annales des Sciences Naturelles 28 (1833)
- Notice sur le Parolinia, nouveau genre de la famille des Crucifères, et sur des espèces à ajouter à la flore des Canaries, 1840, pp. 129-139, Estr. da: Annales des sciences naturelles, 2. ser., 13 (1840)
- Observations sur le Tamarix gallica de Linne, P. Renouard, 1841, pp. 257-266, Estr. da: Annales des sciences naturelles, 2. ser., 16 (1841)
- Scientific excursions in New Holland, by Ludwig Leickhardt, 1842-1844 : extracted from his letters to M. G. Durand of Paris, 1845, pp. 278-291, Estr. da: The London journal of botany, 4(1845)
- Florula aethiopico-aegyptiaca sive enumeratio plantarum quas ex Aethiopia et Aegypto (composto con F. Parlatore), 1846, Estr. da: Giornale botanico italiano, a. 2., 1(1846) n. 1
- Hemicrambe : Cruciferarum genus novum, Paris, Imp. L. Martinet, 1851, pp. 246-249, Estr. da: Annales des Sciences Naturelles, 3. ser., 16(1851)
- Observations sur le groupe des ulicinées, et énumération de ses espèces, Paris, L. Martinet, 1852, pp. 280-291, Estr. da: Annales des sciences naturelles, 3. ser., 17 (1852)

### Corrispondenza
- Philip Barker Webb and John Torrey correspondence, 1841. URL consultato il 13 luglio 2021.